# انگنه
اَنگَنه نام یکی از روستاهای شهرستان ارومیه در شمال غربی ایران است. این روستا در نزدیکی کرانه‌های غربی دریاچهٔ ارومیه قرار دارد.
در پیرامون انگنه معدن نمک قرار دارد که سالانه مقدار زیادی نمک از آن به دست می‌آید.
در انگنه تپه‌ای باستانی به نام تپه انگنه وجود دارد.
این ده در تقسیمات پیشین کشوری جزو بخش حومه شهرستان ارومیه به‌شمار می‌آمد چنان‌که لغتنامه دخدا به نقل از فرهنگ جغرافیایی ایران جلد ۴ می‌نویسد:
انگنه دهی از بخش حومهٔ شهرستان ارومیه‌است که ۵۵۱ تن سکنه دارد. آب آن از نازلوچای و چشمه و محصول آنجا غلات، توتون، چغندر و حبوب است.